# Мангри тихоокеанського узбережжя Південної Мексики
Мангри тихоокеанського узбережжя Південної Мексики (ідентифікатор WWF: NT1422) — неотропічний екорегіон мангрових лісів, розташований на півдні Мексики.

## Географія
Екорегіон мангрів тихоокеанського узбережжя Південної Мексики охоплює ділянки мангрових лісів, що простягаються на 1000 км уздовж тихоокеанського узбережжя Південної Мексики, на території штатів Мічоакан, Герреро та Оахака. Ці мангрові ліси здебільшого зустрічаються у лагунах, які, як правило, живляться водою річок, що стікають з гір Південної Сьєрра-Мадре. У внутрішніх районах мангри переходять у Південно-Тихоокеанські сухі ліси. Загальна площа екорегіону становить лише 1285 км².
Основні ділянки мангрових лісів екорегіону розташовані (із заходу на схід):
- в гирлі річки Бальсас на кордоні Мічоакану і Герреро, поблизу міста Ласаро-Карденас[en], в якому знаходиться найбільший морський порт Мексики;
- поблизу міста Сіуатанехо[en] на узбережжі Герреро[en];
- у лагуні Потосі поблизу невеликого села Барра де Потосі в муніципалітеті Петатлан[en];
- поблизу міста Сан-Луїс-де-ла-Лома[en] в муніципалітеті Текпан-де-Галеана[en];
- у двох прибережних лагунах поблизу міста Атояк-де-Альварес[en] в штаті Герреро;
- в затоці Пуерто-Маркес[en], за 10 км на південь від Акапулько;
- у дельті річки Папагайо[en] та у прилеглих лагунах;
- у дельті річки Ометепек[en] та у прилеглих лагунах;
- в Лагуні-де-Корралеро[en] у муніципалітеті Пінотепа-Насьйональ[en] на узбережжі Оахаки[en];
- у Національному парку Лагунас-де-Чакахуа[en] в гирлі Ріо-Верде[en] в штаті Оахака;
- у лагунах на північ і південь від міста Пуерто-Ескондідо[en] в штаті Оахака;
- у прибережній смузі на південь від міста Саліна-Крус в штаті Оахака.

## Клімат
В межах екорегіону переважає саванний клімат (Aw за класифікацією кліматів Кеппена). Середньорічна кількість опадів збільшується з півночі на південь. Більшість опадів в регіоні випадає під час сезону дощів з червня по жовтень, тоді як взимку триває яскраво виражений сухий сезон.

## Флора
У манграх тихоокеанського узбережжя Південної Мексики зустрічаються чотири види мангрових дерев — червоні мангри (Rhizophora mangle), білі мангри (Laguncularia racemosa), чорні мангри (Avicennia germinans) та прямі конусоплідні мангри (Conocarpus erectus). Поширення окремих видів визначається солоністю води та ступенем затоплення території. Червоні мангрові дерева (Rhizophora mangle), що можуть виростати до 17 м заввишки, є найбільш стійким видом мангрів, оскільки зустрічаються на відкритому океанічному узбережжі та на окраїнах лагун, тоді як чорні мангри (Avicennia germinans) та прямі конусоплідні мангри (Conocarpus erectus) рідко зустрічаються у районах, де постійно трапляються сильні коливання припливів та відпливів, які занурюють дерева занадто глибоко в мул. Трав'яниста рослинність в екорегіоні є доволі рідкісною, однак у мангрових угрупованнях можна знайти морську рупію (Ruppia maritima) та різні види люнгбій (Lyngbya spp.) і морських смарагдів (Chaetomorpha spp.). Також у лагунах екорегіону зустрічаються зарості рогозу (Typha spp.) і смикавця (Cyperus spp.) та гаї кокосових пальм (Cocos nucifera). На мілководді поширена водна рослинність, зокрема водяні гіацинти (Eichhornia spp.) та водорості хари (Chara spp.)

## Фауна
Мангри тихоокеанського узбережжя Південної Мексики є важливим середовищем проживання для багатьох видів тварин. Вони утримують величезні популяції молюсків, крабів, личинок безхребетних та інших організмів, що складають нижню ланку харчового данцюга. Ними живиться багато водно-болотних птахів, зокрема численні перелітні види, які зимують у лагунах екорегіону, та зупиняються у них під час міграції для пошуку їжі та відпочинку. Серед перелітних птахів, які зустрічаються в екорегіоні, слід відзначити північну широконіску (Spatula clypeata), канадську чернь (Aythya collaris), американську савку (Oxyura jamaicensis), рогодзьобого пелікана (Pelecanus erythrorynchos), американського бугая (Botaurus lentiginosus) та західного піві-малюка (Empidonax difficilis). Серед місцевих птахів, поширених в манграх екорегіону, слід відзначити червонодзьобого свистача (Dendrocygna autumnalis), мангрового кукліло (Coccyzus minor), мангрову білозорку (Tachycineta albilinea), акапулькійську паю (Cyanocorax sanblasianus), мексиканського різжака (Campylorhynchus humilis), зеленолобу агиртрію (Ramosomyia viridifrons), карибського мартина (Leucophaeus atricilla), неоарктичного яструба (Accipiter striatus), чорноголового яструба (Accipiter cooperii), чорного канюка-крабоїда (Buteogallus anthracinus), великого канюка-крабоїда (Buteogallus urubitinga), строкатохвостого канюка (Buteo albonotatus), блакитну чепуру (Egretta caerulea), трибарвну чепуру (Egretta tricolor), зелену чаплю (Butorides virescens), бразильського баклана (Phalacrocorax brasilianus), клинохвостого буревісника (Ardenna pacifica) та червонохвосту сулу (Sula sula).
В мангрових заростях екорегіону зустрічається багато різноманітних ссавців, зокрема акапулькійські білохвості олені (Odocoileus virginianus acapulcensis), ягуари (Panthera onca), койоти (Canis latrans), американські свинорилі скунси (Conepatus leuconotus), дев'ятипоясні броненосці (Dasypus novemcinctus), північні тамандуа (Tamandua mexicana) та великі мішкокрили (Saccopteryx bilineata). Більшість ссавців не живуть у мангрових лісах постійно, а відвідують їх час від часу. Серед плазунів, які зустрічаються в екорегіоні, слід відзначити рідкісних гострорилих крокодилів (Crocodylus acutus), геррерських шипохвостих ігуан (Ctenosaura pectinata), червоних лісових сцинків (Scincella assata), мексиканських батогохвостів (Aspidoscelis guttatus) та чорночеревих батогохвостів (Aspidoscelis deppii).

## Збереження
Манграм екорегіону загрожує вирубка мангрових лісів, заготівля дрів, полювання на водоплавних птахів та забруднення води внаслідок промислової і сільськогосподарської діяльності. Також на мангрові екосистеми негативно впливає інтродукція екзотичних видів, таких як блакитна тиляпія (Oreochromis aureus).
Основними природоохоронними територіями екорегіону є Національний парк Лагунас-де-Чакахуа та Національний парк Уатулько. Багато лагун екорегіону визнані Рамсарськими водно-болотними угіддями міжнародного значення.